# Carinostoma carinatum
Carinostoma carinatum is een hooiwagen uit de familie aardhooiwagens (Nemastomatidae).